# Проценко Іван Юхимович
Іван Юхимович Проценко (1 лютого 1944) — український науковець, фізик. Доктор фізико-математичних наук, професор, Заслужений діяч науки і техніки України (2004) .

## Біографія
Народився 1 лютого 1944 року в селі Святилівка Глобинського району на Полтавщині. У 1966 році закінчив фізичний факультет Харківського державного університету, за спеціальністю «Фізика» кафедри експериментальної фізики. Після закінчення університету, вступив до аспірантури при кафедрі експериментальної фізики Харківського університету. У 1973 році захистив кандидатську дисертацію, у 1991 докторську. У 1973—1980 рр. старший викладач, доцент кафедри фізики; У 1980—1990 рр. завідувач кафедри фізики; У 1991—1993 рр. професор кафедри фізики Сумського державного педагогічного інституту. З 1993 по 1995 рр. професор кафедри прикладної фізики. З 1995 року — завідувач кафедри прикладної фізики Сумського університету.,завідувач кафедри прикладної фізики Сумського університету. Проценко І. Ю. підготував 19 кандидатів і 4 докторів фізико-математичних наук.

## Напрямок наукових досліджень
- Електрофізичні і магніторезистивні властивості матеріалів мікро- і наноелектроніки. [4]

## Громадська діяльність
- Член спеціалізованої вченої ради при Сумського університету;
- Головний редактор «Журналу нано- і електронної фізики»;[5]
- Член редколегії журналу «Фізика і хімія твердого тіла» (Івано-Франківськ);
- Член редколегії журналу «Вопросы атомной науки и техники» (Харків);
- Член редколегії журналу «International Journal of Engineering and Technology» (UAE);

## Нагороди та відзнаки
- Відмінник освіти України (1982).
- Заслужений діяч науки і техніки України (2004)
- Знак Міністерства освіти і науки України «За наукові досягнення» (2009)